# Liga Alemã de Basquetebol
| 1º Nível |  | BBL          |
| 2º Nível |  | PRO A        |
| 3º Nível |  | PRO B        |
| 4º Nível |  | Regionalliga |

A Liga Alemã de Basquetebol (em alemão:  Basketball Bundesliga em português:  Liga Federal de Basquetebol) comumente abreviada para BBL) é a liga que corresponde a 1ª divisão e o mais alto nível do basquetebol profissional alemão. É disputada por 18 equipes em uma "Temporada Regular" aonde os 8 melhores classificados se garantem nos "Playoffs" e as duas piores classificadas são rebaixadas para a PRO A. Os Playoffs são disputados em "melhor de cinco", sendo que o vencedor das finais é considerado Campeão Alemão de Basquete.
Além de disputarem a Liga Alemã, todos as equipes da BBL competem na Copa da Alemanha (BBL Cup). Clubes que jogam a segunda divisão (PRO A ou PRO B) ou ainda participantes das Ligas Regionais (Regionalliga) são elegíveis para participar. Sempre disputados em "melhor de três", se existem mais participantes do que vagas na Copa, mais rondas classificatórias são criadas. O Final Four é disputado pelas 4 últimas equipes restantes, que jogam entre si. A equipe mais bem classificada no Final Four vence a Copa da Alemanha.

## História
A primeira Liga Alemã de basquete foi organizada em 1939 tendo como primeiro campeão o LSV Spandau. A recém criada liga teve que paralisar suas atividades no período em que se realizou a Segunda Guerra Mundial .Em 1947 o MTSV Schwabing München foi campeão no cenário da Alemanha dividida e em pós guerra. Em 1964 a Federação Alemã de Basquetebol (DBB) criou uma liga na Alemanha Ocidental que consistia em duas divisões, Norte e Sul, cada uma com dez equipes. Em 1 de Outubro de 1966 a primeira temporada da então chamada Basketball Bundesliga iniciou. O Número de equipes foi reduzido para apenas 8 equipes na temporada 1971/1972. Na temporada 1975/1976 a estrutura da liga começou a ser modificada mantendo a Bundesliga 1 com dez equipes e a Bundesliga 2 com vinte equipes. Apenas a Bundesliga 2 era dividida em duas divisões (Sul e Norte) com dez equipes cada. Em 1985 a Bundesliga 1 teve o incremento de duas equipes chegando a um total de 12. Dois anos depois as divisões Sul e Norte também tiveram incremento chegando a 12 cada uma delas. Em 1988 o modo de campeonato "melhor de cinco" nos playoffs foi aplicado pela primeira vez. Na Temporada 1995/1996 a Bundesliga chega a 14 times. A Basketball Bundesliga GmbH foi fundada em Outubro de 1996. As .Starting with the 1995/96 season, the first league consisted of 14 teams. Desta maneira as ligas federais ganham autonomia frente a Federação Alemã de Basquetebol em 1997 e desde entao as ligas secundárias são administradas pela "AG 2. Bundesliga"enquantoque a BBL fica responsável pela primeira divisão. Dois anos mais tarde foi firmado um acordo entre a BBL e a Federação Alemã em que ficou estabelecido que a Federação transferiria os direitos de marketing/eventos para a BBL por 10 anos, em contrapartida a BBL concordou contribuir com a "taxa de suporte amador" num montante de 600.000 marcos (€ 306,775). A Temporada 2003-2004 iniciou com novo incremento para 16 equipes e na temporada 2006-2007 chegou aos atuais 18 times. A estrutura da Bundesliga 2, até então dividida em Norte e Sul, foi reorganizada para duas novas divisões a PRO A e a PRO B, ambas organizadas pela "AG 2. Bundesliga".
Entre os anos de 1994 e 2001, o mais alto npivel das ligas de basquetebol da Alemanha chamava-se "Veltins Basketball Bundesliga" e de 2001 a 2003 a liga chamou-se "s.Oliver Basketball Bundesliga". Desde 2009 a Liga chama-se "Beko Basketball Bundesliga".

Bayer Giants Leverkusen detém o recorde de maior campeão da Bundesliga com 14 títulos, sendo 7 consecutivos. O Alba Berlin com 11 títulos (sete consecutivos) vem em segundo lugar. Vinte e uma equipes venceram a Bundesliga desde sua criação.

## Equipes participantes temporada 2025-26
| Clube                         | Arena                 | Localização         |
| ----------------------------- | --------------------- | ------------------- |
| ALBA Berlin                   | Arena UBER            | Berlim              |
| Basketball Löwen Braunschweig | Volkswagen Halle      | Brunsvique          |
| Bamberg Baskets               | Brose Arena           | Bamberga            |
| EWE Baskets Oldenburg         | EWE Arena             | Oldemburgo          |
| FIT/ONE Würzburg Baskets      | Tectake Arena         | Wurtzburgo          |
| FC Bayern München             | BMW Park              | Munique             |
| FC Bayern München             | SAP Garden            | Munique             |
| MHP Riesen Ludwigsburg        | MHPArena              | Ludwigsburgo        |
| MLP Academics Heidelberg      | SAP Arena             | Edelberga           |
| MLP Academics Heidelberg      | SNP Dome              | Edelberga           |
| Niners Chemnitz               | Chemnitz Arena        | Chemnitz            |
| RASTA Vechta                  | RASTA Dome            | Vechta              |
| ratiopharm Ulm                | Arena Ulm             | Ulm                 |
| Rostock Seawolves             | StadtHalle Rostock    | Rostoque            |
| Science City Jena             | Sparkassen-Arena      | Jena                |
| Skyliners Frankfurt           | Süwag Energie Arena   | Francoforte do Meno |
| SYNTAINICS MBC                | Stadthalle Weißenfels | Weißenfels          |
| Telekom Baskets Bonn          | Telekom Dome          | Bona                |
| Veolia Hamburg Towers         | edel-optics.de-Arena  | Hamburgo            |
| VET-Concept Gladiators Trier  | SWT-Arena             | Tréveris            |

|  |                                         |
|  | Promovido da ProA na temporada anterior |

### Equipes por Estados
| Estado                          | Equipe                                                                 |
| ------------------------------- | ---------------------------------------------------------------------- |
| Baden-Württemberg               | - MHP Riesen Ludwigsburg - ratiopharm Ulm                              |
| Baviera                         | - Bamberg Baskets - FC Bayern München - Würzburg Baskets               |
| Berlim                          | - ALBA Berlin                                                          |
| Baixa Saxônia                   | - RASTA Vechta - Basketball Löwen Braunschweig - EWE Baskets Oldenburg |
| Hamburgo                        | - Veolia Hamburg Towers                                                |
| Hesse                           | - Skyliners Frankfurt                                                  |
| Meclemburgo-Pomerânia Ocidental | - Rostock Seawolves                                                    |
| Renânia do Norte-Vestfália      | - Telekom Baskets Bonn                                                 |
| Renânia-Palatinado              | - VET Concept Gladiators Trier                                         |
| Saxônia                         | - Niners Chemnitz                                                      |
| Saxônia-Anhalt                  | - SYNTAINICS MBC                                                       |
| Turíngia                        | - Science City Jena                                                    |

## Galeria de Campeões
| - 1938-39 Spandau - 1939-46 Não realizado em virtude da 2ª Guerra - 1946-47 Schwabing - 1947-48 Turnerbund Heidelberg - 1948-49 Schwabing - 1949-50 Stuttgart-Degerloch - 1950-51 Turnerbund Heidelberg - 1951-52 Turnerbund Heidelberg - 1952-53 Turnerbund Heidelberg - 1953-54 FC Bayern de Munique - 1954-55 FC Bayern de Munique - 1955-56 Düsseldorf - 1956-57 Heidelberg - 1957-58 Heidelberg - 1958-59 Heidelberg - 1959-60 Heidelberg - 1960-61 Heidelberg - 1961-62 Heidelberg - 1962-63 Alemannia Aachen - 1963-64 Alemannia Aachen - 1964-65 Gießen 46ers - 1965-66 Heidelberg | - 1966-67 Gießen 46ers - 1967-68 Gießen 46ers - 1968-69 Osnabrück - 1969-70 Bayer Leverkusen - 1970-71 Bayer Leverkusen - 1971-72 Bayer Leverkusen - 1972-73 Heidelberg - 1973-74 Hagen - 1974-75 Gießen 46ers - 1975-76 Bayer Leverkusen - 1976-77 Heidelberg - 1977-78 Gießen 46ers - 1978-79 Bayer Leverkusen - 1979-80 ASC 1846 Göttingen - 1980-81 Saturn Köln - 1981-82 Saturn Köln - 1982-83 ASC 1846 Göttingen - 1983-84 ASC 1846 Göttingen | - 1984-85 Bayer Leverkusen - 1985-86 Bayer Leverkusen - 1986-87 Saturn Köln - 1987-88 Saturn Köln - 1988-89 Bayreuth (Steiner) - 1989-90 Bayer Leverkusen - 1990-91 Bayer Leverkusen - 1991-92 Bayer Leverkusen - 1992-93 Bayer Leverkusen - 1993-94 Bayer Leverkusen - 1994-95 Bayer Leverkusen - 1995-96 Bayer Leverkusen - 1996-97 Alba Berlin - 1997-98 Alba Berlin - 1998-99 Alba Berlin - 1999-00 Alba Berlin - 2000-01 Alba Berlin - 2001-02 Alba Berlin - 2002-03 Alba Berlin | - 2003-04 Skyliners Frankfurt - 2004-05 Brose Bamberg - 2005-06 Köln 99ers (RheinEnergie) - 2006-07 Brose Bamberg - 2007-08 Alba Berlin - 2008-09 Oldenburg - 2009-10 Brose Bamberg - 2010-11 Brose Bamberg - 2011-12 Brose Bamberg - 2012-13 Brose Bamberg - 2013-14 FC Bayern de Munique - 2014-15 Brose Bamberga - 2015-16 Brose Bamberga - 2016-17 Brose Bamberga - 2017-18 FC Bayern de Munique - 2018-19 FC Bayern de Munique - 2019-20 Alba Berlin - 2020-21 Alba Berlin - 2021-22 Alba Berlin - 2022-23 ratiopharm Ulm - 2023-24 FC Bayern de Munique - 2024-25 FC Bayern de Munique |

## Play-off Finais
| Temporada | Vantagem de decidir em casa | Resultado | Decidindo fora de casa  | 1º na Temporada Regular | V/D  |
| --------- | --------------------------- | --------- | ----------------------- | ----------------------- | ---- |
| 1986–87   | Bayer Leverkusen            | 0–2       | Saturn Köln             | Bayer Leverkusen        | 18–2 |
| 1987–88   | Bayer Leverkusen            | 1–3       | Saturn Köln             | Bayer Leverkusen        | 19–3 |
| 1988–89   | Steiner Bayreuth            | 3–2       | Bayer Leverkusen        | Steiner Bayreuth        | 20–2 |
| 1989–90   | Steiner Bayreuth            | 1–3       | Bayer Leverkusen        | Steiner Bayreuth        | 21–1 |
| 1990–91   | Bayer Leverkusen            | 3-2       | BG Charlottenburg       | Bayer Leverkusen        | 30–2 |
| 1991–92   | Bayer Leverkusen            | 3–0       | Alba Berlin             | Bayer Leverkusen        | 28–4 |
| 1992–93   | Bayer Leverkusen            | 3–1       | TTL Bamberg             | Bayer Leverkusen        | 26–6 |
| 1993–94   | Bayer Leverkusen            | 3–0       | Brandt Hagen            | Bayer Leverkusen        | 28–4 |
| 1994–95   | Bayer Leverkusen            | 3–0       | Alba Berlin             | Bayer Leverkusen        | 28–4 |
| 1995–96   | Bayer Leverkusen            | 3–1       | Alba Berlin             | Bayer Leverkusen        | 24–2 |
| 1996–97   | Alba Berlin                 | 3–1       | Telekom Bonn            | Alba Berlin             | 24–2 |
| 1997–98   | Alba Berlin                 | 3–0       | Ratiopharm Ulm          | Alba Berlin             | 21–3 |
| 1998–99   | Alba Berlin                 | 3–2       | Telekom Bonn            | Alba Berlin             | 22–4 |
| 1999–00   | Alba Berlin                 | 3–0       | Bayer Leverkusen        | Alba Berlin             | 24–2 |
| 2000–01   | Alba Berlin                 | 3–0       | Telekom Bonn            | Alba Berlin             | 25–1 |
| 2001–02   | RheinEnergie Köln           | 0–3       | Alba Berlin             | Opel Skyliners          | 20–6 |
| 2002–03   | Alba Berlin                 | 3–0       | TSK Bamberg             | Telekom Bonn            | 19–7 |
| 2003–04   | Opel Skyliners              | 3–2       | GHP Bamberg             | Alba Berlin             | 20–8 |
| 2004–05   | GHP Bamberg                 | 3–2       | Opel Skyliners          | Alba Berlin             | 22–8 |
| 2005–06   | Alba Berlin                 | 1–3       | RheinEnergie Köln       | Alba Berlin             | 26–4 |
| 2006–07   | Brose Bamberg               | 3–1       | Artland Dragons         | Alba Berlin             | 28–6 |
| 2007–08   | Alba Berlin                 | 3–1       | Telekom Bonn            | Alba Berlin             | 27–7 |
| 2008–09   | Oldenburg                   | 3–2       | Telekom Bonn            | Alba Berlin             | 26–8 |
| 2009–10   | Brose Bamberg               | 3–2       | Deutsche Bank Skyliners | Oldenburg               | 25–9 |
| 2010–11   | Brose Bamberga              | 3–2       | Alba Berlin             | Brose Bamberga          | 32–2 |
| 2011–12   | Brose Bamberga              | 3–0       | Ratiopharm Ulm          | Brose Bamberga          | 30–4 |
| 2012–13   | Brose Bamberga              | 3–0       | Oldenburg               | Brose Bamberga          | 26–8 |
| 2013–14   | FC Bayern de Munique        | 3–1       | Alba Berlin             | FC Bayern de Munique    | 29–5 |
| 2014-15   | Brose Bamberga              | 3-2       | FC Bayern de Munique    | Brose Bamberga          | 29-5 |
| 2015-16   | Brose Bamberga              | 3-0       | ratiopharm Ulm          | Brose Bamberga          | 31-3 |
| 2016-17   | Brose Bamberga              | 3-0       | EWE Baskets             | ratiopharm Ulm          | 30-2 |
| 2017-18   | FC Bayern de Munique        | 3-2       | ALBA Berlim             | FC Bayern de Munique    | 31-3 |
| 2018-19   | FC Bayern de Munique        | 3-0       | ALBA Berlim             | FC Bayern de Munique    | 31-3 |
| 2019-20   | ALBA Berlin                 | 2-0       | MHP Riesen Ludwigsburg  | FC Bayern de Munique    | 19-2 |
| 2020-21   | ALBA Berlin                 | 3-1       | FC Bayern de Munique    | MHP Riesen Ludwigsburg  | 30-4 |
| 2021-22   | ALBA Berlin                 | 3-1       | FC Bayern de Munique    | ALBA Berlin             | 27-6 |
| 2022-23   | Telekom Bonn                | 1-3       | Ratiopharm Ulm          | Telekom Bonn            | 32-2 |
| 2023-24   | FC Bayern de Munique        | 3-1       | ALBA Berlin             | FC Bayern de Munique    | 28-6 |
| 2024-25   | FC Bayern de Munique        | 3-2       | Ratiopharm Ulm          | FC Bayern de Munique    | 24-8 |

| Temporada | MVP da Final       |
| --------- | ------------------ |
| 2004–05   | Chris Williams     |
| 2005–06   | Aleksandar Nađfeji |
| 2006–07   | Casey Jacobsen     |
| 2007–08   | Julius Jenkins     |
| 2008–09   | Rickey Paulding    |
| 2009–10   | Casey Jacobsen     |
| 2010–11   | Kyle Hines         |
| 2011–12   | P. J. Tucker       |
| 2012–13   | Anton Gavel        |
| 2013–14   | Malcolm Delaney    |
| 2014-15   | Brad Wanamaker     |
| 2015-16   | Darius Miller      |
| 2016-17   | Fabien Causeur     |
| 2017-18   | Danilo Barthel     |
| 2018-19   | Nihad Đedović      |
| 2019-20   | Marcos Knight      |
| 2020-21   | Jayson Granger     |
| 2021-22   | Johannes Thiemann  |
| 2022-23   | Yago dos Santos    |
| 2023-24   | Carsen Edwards     |
| 2024-25   | Shabazz Napier     |

## Copa da Alemanha de Basquete (Beko BBL Top Four)
A Copa da Alemanha ou (em alemão) Beko BBL TOP FOUR é a competição em formato de copa mais importante do basquete da Alemanha. Desde 2009 o título é decidido entre os 4 melhores no formato Final Four.

### Lista dos campeões da Copa da Alemanha
| Ano  | Campeão                     |
| ---- | --------------------------- |
| 1967 | VfL Osnabrück               |
| 1968 | FC Bayern de Munique        |
| 1969 | Gießen 46ers                |
| 1970 | Bayer Giants Leverkusen     |
| 1971 | Bayer Giants Leverkusen (2) |
| 1972 | MTV Wolfenbüttel            |
| 1973 | Gießen 46ers (2)            |
| 1974 | Bayer Giants Leverkusen (3) |
| 1975 | BBV Hagen                   |
| 1976 | Bayer Giants Leverkusen (4) |
| 1977 | USC Heidelberg              |
| 1978 | USC Heidelberg (2)          |
| 1979 | LTi Gießen 46ers (3)        |

| Ano  | Campeão                     |
| ---- | --------------------------- |
| 1980 | BSC Saturn 1977 Köln        |
| 1981 | BSC Saturn 1977 Köln (2)    |
| 1982 | MTV Wolfenbüttel (2)        |
| 1983 | BSC Saturn 1977 Köln (3)    |
| 1984 | ASC 1846 Göttingen          |
| 1985 | ASC 1846 Göttingen (2)      |
| 1986 | Bayer Giants Leverkusen (5) |
| 1987 | Bayer Giants Leverkusen (6) |
| 1988 | BBC Bayreuth                |
| 1989 | BBC Bayreuth (2)            |
| 1990 | Bayer Giants Leverkusen (7) |
| 1991 | Bayer Giants Leverkusen (8) |
| 1992 | TTL Bamberg                 |

### Era do Top Four
| Ano  | Sede       | Campeão                      | Vice-campeão            | Resultado |
| ---- | ---------- | ---------------------------- | ----------------------- | --------- |
| 1993 | Bayreuth   | Bayer Giants Leverkusen (9)  | BBV Hagen               | 81–60     |
| 1994 | Bamberg    | BBV Hagen (2)                | Ratiopharm Ulm          | 86–72     |
| 1995 | Würzburg   | Bayer Giants Leverkusen (10) | Ratiopharm Ulm          | 77–76     |
| 1996 | Berlin     | Ratiopharm Ulm               | Bayer Giants Leverkusen | 80–79     |
| 1997 | Gießen     | Alba Berlin                  | Gießen 46ers            | 82–73     |
| 1998 | Frankfurt  | TBB Trier                    | Dragons Rhöndorf        | 97–88     |
| 1999 | Frankfurt  | Alba Berlin (2)              | Gießen 46ers            | 69–48     |
| 2000 | Frankfurt  | Skyliners Frankfurt          | Alba Berlin             | 76–68     |
| 2001 | Frankfurt  | TBB Trier (2)                | BBV Hagen               | 96–83     |
| 2002 | Berlin     | Alba Berlin (3)              | EWE Baskets Oldenburg   | 105–55    |
| 2003 | Berlin     | Alba Berlin (4)              | Köln 99ers              | 82–80     |
| 2004 | Frankfurt  | Köln 99ers                   | Skyliners Frankfurt     | 80–71     |
| 2005 | Frankfurt  | Köln 99ers (2)               | Telekom Baskets Bonn    | 85–75     |
| 2006 | Bamberg    | Alba Berlin (5)              | GHP Bamberg             | 85–73     |
| 2007 | Hamburg    | Köln 99ers (3)               | Artland Dragons         | 60–58     |
| 2008 | Hamburg    | Artland Dragons              | EnBW Ludwigsburg        | 74–60     |
| 2009 | Hamburg    | Alba Berlin (6)              | Telekom Baskets Bonn    | 69–44     |
| 2010 | Frankfurt  | Brose Baskets (2)            | Skyliners Frankfurt     | 76–75     |
| 2011 | Bamberg    | Brose Baskets (3)            | Phantoms Braunschweig   | 69–66     |
| 2012 | Bonn       | Brose Baskets (4)            | Telekom Baskets Bonn    | 82–73     |
| 2013 | Berlin     | Alba Berlin (7)              | Ratiopharm Ulm          | 85–67     |
| 2014 | Ulm        | Alba Berlin (8)              | Ratiopharm Ulm          | 86–80     |
| 2015 | Oldemburgo | EWE Baskets Oldenburg        | Brose Bamberg           | 72-70     |
| 2016 | Munique    | Alba Berlin                  | FC Bayern de Munique    | 67-65     |
| 2017 | Berlim     | Brose Bamberg                | FC Bayern de Munique    | 74-71     |
| 2018 | Ulm        | FC Bayern de Munique         | Alba Berlin             | 80-75     |
| 2019 | Bamberga   | Brose Bamberg                | Alba Berlin             | 83-82     |
| 2021 | Munique    | FC Bayern de Munique         | Alba Berlin             | 85-79     |
| 2022 | Berlim     | Alba Berlin                  | Crailsheim Merlins      | 86-76     |
| 2023 | Oldemburgo | FC Bayern de Munique         | EWE Baskets Oldenburg   | 90-78     |

### Títulos por equipes na Era do Top Four
| Time                    | Campeão | Vice-campeão | Temporada                                                        |
| ----------------------- | ------- | ------------ | ---------------------------------------------------------------- |
| Alba Berlin             | 11      | 4            | 1997, 1999, 2002, 2003, 2006, 2009, 2013, 2014, 2016, 2020, 2022 |
| Bayer Giants Leverkusen | 10      | 1            | 1970, 1971, 1974, 1976, 1986, 1987, 1990, 1991, 1993, 1995       |
| Brose Bamberg           | 5       | 2            | 2010, 2011, 2012, 2017, 2019                                     |
| FC Bayern München       | 4       | 2            | 1968, 2018, 2021, 2022-23                                        |
| Köln 99ers              | 3       | 1            | 2004, 2005, 2007                                                 |
| TBB Trier               | 2       | 0            | 1998, 2001                                                       |
| Ratiopharm Ulm          | 1       | 4            | 1996                                                             |
| BBV Hagen               | 1       | 2            | 1994                                                             |
| Skyliners Frankfurt     | 1       | 2            | 2000                                                             |
| Artland Dragons         | 1       | 1            | 2008                                                             |
| Telekom Baskets Bonn    | 0       | 3            |                                                                  |
| Gießen 46ers            | 0       | 2            |                                                                  |
| Dragons Rhöndorf        | 0       | 1            |                                                                  |
| EWE Baskets Oldenburg   | 0       | 1            |                                                                  |
| EnBW Ludwigsburg        | 0       | 1            |                                                                  |
| Phantoms Braunschweig   | 0       | 1            |                                                                  |
| Crailsheim Merlins      | 0       | 1            |                                                                  |

## BBL Copa dos Campeões

### Edições
|  | Vencedor da Copa dos Campeões |

| Ano  | Beko Bundesliga                                                | Placar                                                         | Campeão da Copa da Alemanha                                    | Ref.                                                           |
| ---- | -------------------------------------------------------------- | -------------------------------------------------------------- | -------------------------------------------------------------- | -------------------------------------------------------------- |
| 2006 | Rhein Energie Cologne                                          | 75–74                                                          | Alba Berlin                                                    |                                                                |
| 2007 | Brose Baskets Bamberga                                         | 70–51                                                          | Rhein Energie Cologne                                          |                                                                |
| 2008 | Alba Berlin                                                    | 84–69                                                          | Artland Dragons                                                |                                                                |
| 2009 | EWE Baskets Oldenburg                                          | 69–54                                                          | Telekom Baskets Bonn                                           |                                                                |
| 2010 | Brose Baskets Bamberga                                         | 85–58                                                          | Deutsche Bank Skyliners Frankfurt                              |                                                                |
| 2011 | Brose Baskets Bamberga                                         | 86–66                                                          | New Yorker Phantoms Braunschweig                               |                                                                |
| 2012 | Brose Baskets Bamberga                                         | 102–98                                                         | ratiopharm Ulm                                                 | [ 4 ]                                                          |
| 2013 | Brose Baskets Bamberga                                         | 78–79                                                          | Alba Berlin                                                    | [ 5 ]                                                          |
| 2014 | FC Bayern de Munique                                           | 68–76                                                          | Alba Berlin                                                    |                                                                |
| 2015 | Brose Baskets Bamberga                                         | 87-66                                                          | EWE Baskets Oldebungo                                          |                                                                |
| 2016 | partida não disputada por falta de espaço na agenda dos clubes | partida não disputada por falta de espaço na agenda dos clubes | partida não disputada por falta de espaço na agenda dos clubes | partida não disputada por falta de espaço na agenda dos clubes |

1. 1 2 3  Classificado para a Copa dos Campeões pois o Brose Baskets venceu ambas as competições.

## Ligações Externas
- Sítio Oficial (em alemão)